# Art Ops
Art Ops — серия комиксов, которую в 2015—2016 годах издавала компания Vertigo.

## Синопсис
Реджи Райот и агенты Art Operatives должны остановить персонажей, оживших из произведений искусства. Однако у первого есть причины уйти из организации, которой раньше управляла его мать.

### Выпуски
| №  | Дата выхода     | Оценка на Comic Book Roundup    | Предполагаемый объём продаж (первый месяц) |
| -- | --------------- | ------------------------------- | ------------------------------------------ |
| 1  | 28 октября 2015 | 7,6 из 10 на основе 10 рецензий | 12 211, позиция в Северной Америке — 162   |
| 2  | 25 ноября 2015  | 7,8 из 10 на основе 6 рецензий  | 7 982, позиция в Северной Америке — 211    |
| 3  | 23 декабря 2015 | 6 из 10 на основе 1 рецензии    | 6 771, позиция в Северной Америке — 271    |
| 4  | 27 января 2016  | н/д                             | 5 772, позиция в Северной Америке — 239    |
| 5  | 24 февраля 2016 | 9,3 из 10 на основе 1 рецензии  | 5 297, позиция в Северной Америке — 252    |
| 6  | 23 марта 2016   | 7,6 из 10 на основе 1 рецензии  | 4 908, позиция в Северной Америке — 275    |
| 7  | 27 апреля 2016  | н/д                             | 4 564, позиция в Северной Америке — 293    |
| 8  | 25 мая 2016     | н/д                             | н/д                                        |
| 9  | 29 июня 2016    | 8 из 10 на основе 1 рецензии    | н/д                                        |
| 10 | 3 августа 2016  | н/д                             | н/д                                        |
| 11 | 31 августа 2016 | 9 из 10 на основе 1 рецензии    | н/д                                        |
| 12 | 5 октября 2016  | 9 из 10 на основе 1 рецензии    | н/д                                        |

### Сборники
| Название                            | Тип            | Дата выхода     | Собранный материал | Кол-во страниц | ISBN                       | Предполагаемый объём продаж (первый месяц) |
| ----------------------------------- | -------------- | --------------- | ------------------ | -------------- | -------------------------- | ------------------------------------------ |
| Art Ops Vol. 1: How to Start a Riot | Мягкая обложка | 1 июня 2016     | Art Ops #1-6       | 144            | 978-1401256876, 1401256872 | 1 591, позиция в Северной Америке — 76     |
| Art Ops Vol. 2: Popism              | Мягкая обложка | 14 декабря 2016 | Art Ops #6-12      | 164            | 978-1401267414, 1401267416 | 866, позиция в Северной Америке — 140      |

## Отзывы
На сайте Comic Book Roundup серия имеет оценку 8 из 10 на основе 22 рецензий. Джесс Шедин из IGN дал первому выпуску 6,8 балла из 10 и похвалил концепцию, но отметил, что ему не хватает хороших персонажей. Мэрикейт Джаспер из Comic Book Resources, обозревая дебют, также осталась довольна концепцией, но тоже посчитала, что нужно лучше развить героев. Ричард Грей из Newsarama дал первому выпуску оценку 8 из 10 и назвал его «смелым союзом искусства и истории, на который способны только комиксы». Грегори Л. Рис из PopMatters поставил дебюту 10 баллов из 10 и подчеркнул, что комикс застал его врасплох, рассмешил и заставил задуматься.